# Liste der Staatssekretäre (Deutsches Kaiserreich)
Diese Liste enthält alle Reichskanzler und Staatssekretäre des Deutschen Kaiserreiches (1871–1919). 

## B
- Max von Baden
  - Reichskanzler (1918)

- Hermann Ludwig von Balan
  - Auswärtiges Amt (1872–1873), kommissarisch

- Gustav Bauer
  - Arbeit (1918)

- Paul Behncke
  - Marine (1918)

- Theobald von Bethmann Hollweg
  - Vizekanzler (1907–1909)
  - Reichskanzler (1909–1917)

- Herbert von Bismarck
  - Auswärtiges Amt (1885–1890), bis 1886 kommissarisch

- Otto von Bismarck
  - Reichskanzler (1871–1890)

- Karl Heinrich von Boetticher
  - Inneres (1880–1897)
  - Vizekanzler (1881–1897)

- Robert Bosse
  - Justiz (1891–1892)

- Bernhard von Bülow
  - Auswärtiges Amt (1897–1900)
  - Reichskanzler (1900–1909)

- Bernhard Ernst von Bülow
  - Auswärtiges Amt (1873–1879)

- Franz Emil Emanuel von Burchard
  - Schatz (1882–1886)

- Clemens Busch
  - Auswärtiges Amt (1881), kommissarisch

## C
- Eduard von Capelle
  - Marine (1916–1918)

- Leo von Caprivi
  - Reichskanzler (1890–1894)

## D
- Clemens von Delbrück
  - Inneres (1909–1916)
  - Vizekanzler (1909–1917)

- Bernhard Dernburg
  - Kolonien (1907–1910)

## E
- Matthias Erzberger
  - ohne Geschäftsbereich (1918)

## F
- Heinrich von Friedberg
  - Justiz (1877–1879)

## G
- Adolf Gröber
  - ohne Geschäftsbereich (1918)

## H
- Eduard Hanauer
  - Justiz (1892–1893)

- Paul von Hatzfeldt-Wildenburg
  - Auswärtiges Amt (1881–1885)

- Conrad Haußmann
  - ohne Geschäftsbereich (1918)

- Karl Helfferich
  - Vizekanzler (1916–1917)
  - Inneres (1916–1917)
  - Schatz (1915–1916)

- Georg von Hertling
  - Reichskanzler (1917–1918)

- Karl Eduard Heusner
  - Marine (1889–1890)

- Paul von Hintze
  - Auswärtiges Amt (1917–1918)

- Karl von Hofmann
  - Inneres (1879–1880)

- Chlodwig zu Hohenlohe-Schillingsfürst
  - Auswärtiges Amt (1880), kommissarisch
  - Reichskanzler (1894–1900)

- Friedrich von Hollmann
  - Marine (1890–1897)

## J
- Karl Rudolf Jacobi
  - Schatz (1886–1888)

- Gottlieb von Jagow
  - Auswärtiges Amt (1912–1916)

## K
- Alfred von Kiderlen-Wächter
  - Auswärtiges Amt (1910–1912)

- Reinhold Kraetke
  - Post (1901–1917)

- Paul von Krause
  - Justiz (1917–1918)

- Richard von Kühlmann
  - Auswärtiges Amt (1917–1918)

- Hermann Kühn
  - Schatz (1912–1915)

## L
- Friedrich von Lindequist
  - Kolonien (1910–1911)

- Friedrich zu Limburg-Stirum
  - Auswärtiges Amt (1880–1881), kommissarisch

- Hermann Lisco
  - Justiz (1909–1917)

## M
- Helmuth von Maltzahn
  - Schatz (1888–1893)

- Adolf Marschall von Bieberstein
  - Auswärtiges Amt (1890–1897)

- Georg Michaelis
  - Reichskanzler (1917)

## N
- Rudolf Arnold Nieberding
  - Justiz (1893–1909)

## O
- Otto von Oehlschläger
  - Justiz (1889–1891)

## P
- Friedrich von Payer
  - Vizekanzler (1917–1918)

- Victor von Podbielski
  - Post (1897–1901)

- Arthur von Posadowsky-Wehner
  - Vizekanzler (1897–1907)
  - Schatz (1893–1897)
  - Inneres (1897–1907)

## R
- Joseph Maria von Radowitz
  - Auswärtiges Amt (1879–1880), kommissarisch

- Oswald von Richthofen
  - Auswärtiges Amt (1900–1906)

- Siegfried von Roedern
  - Schatz (1916–1918)

- Otto Rüdlin
  - Post (1917–1918)

## S
- Hermann von Schelling
  - Justiz (1879–1889)

- Philipp Scheidemann
  - ohne Geschäftsbereich (1918)

- Wilhelm von Schoen
  - Auswärtiges Amt (1907–1910)

- Adolf von Scholz
  - Schatz (1880–1882)

- Rudolf Schwander
  - Wirtschaft (1917)

- Hans Karl von Stein zu Nord- und Ostheim
  - Wirtschaft (1917–1918)

- Hermann von Stengel
  - Schatz (1903–1908)

- Heinrich von Stephan
  - Post (1880–1897)

- Otto zu Stolberg-Wernigerode
  - Vizekanzler (1878–1881)

- Wilhelm Solf
  - Kolonien (1911–1918)
  - Auswärtiges Amt (1918)

- Reinhold Sydow
  - Schatz (1908–1909)

## T
- Hermann von Thile
  - Auswärtiges Amt (1871–1872)

- Max Franz Guido von Thielmann
  - Schatz (1897–1903)

- Alfred von Tirpitz
  - Marine (1897–1916)

- Adolf Tortilowicz von Batocki-Friebe
  - Ernährung (1916–1917)

- Karl Trimborn
  - Inneres (1918)

- Heinrich Leonhard von Tschirschky und Bögendorff
  - Auswärtiges Amt (1906–1907)

## W
- Wilhelm von Waldow
  - Ernährung (1917–1919)

- Max Wallraf
  - Inneres (1917–1918)

- Adolf Wermuth
  - Schatz (1909–1912)

## Z
- Arthur Zimmermann
  - Auswärtiges Amt (1916–1917)